# 브라이언 헨슨

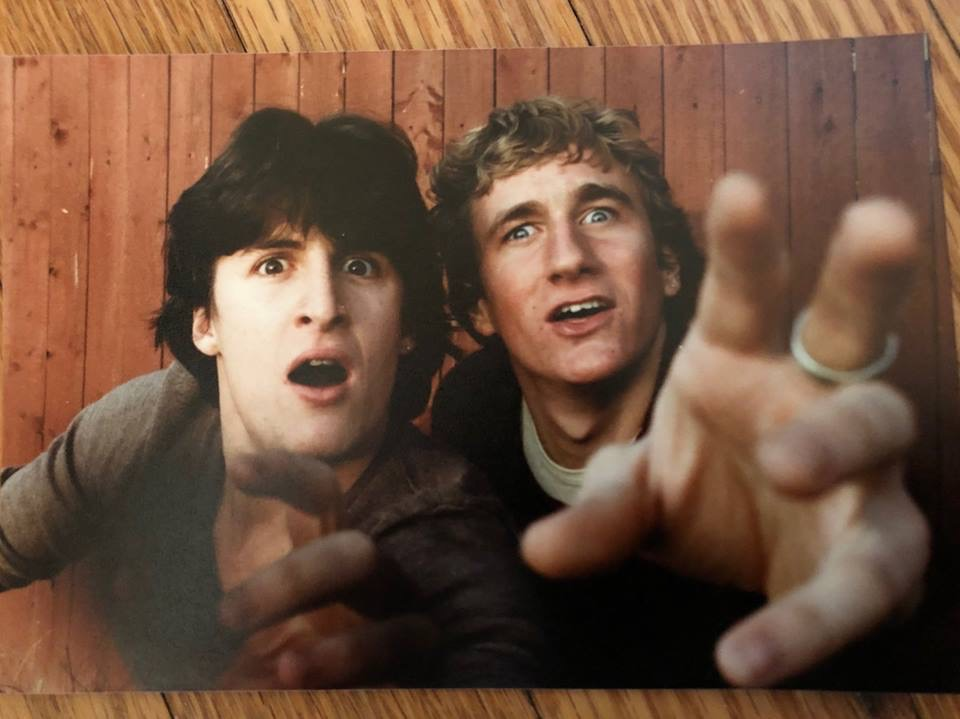

브라이언 헨슨(Brian Henson, 1963년 11월 3일 ~ )은 미국의 꼭두각시 조종자, 감독, 프로듀서, 성우, 더 짐 헨슨 컴퍼니의 의장이다. 꼭두각시 조종자 짐 헨슨과 제인 헨슨의 아들이다.

## 참여 작품

### 영화
- 그레이트 머펫 케이퍼
- 머펫, 뉴욕을 점령하다
- 오즈의 마법사 (1985년 영화)
- 흡혈 식물 대소동 (1986년 영화)
- 사라의 미로여행
- 닌자 거북이 (영화)
- 마녀와 루크
- 머펫의 크리스마스 캐롤
- 머펫의 보물섬
- 별나라에서 온 머펫
- 엘모의 대모험
- 더 크리스마스
- 해피타임 스파이

### 텔레비전
- 파스케이프
- 꼬마 과학자 시드
- 아기 공룡 버디